# Старокаравайский
Старокаравайский — деревня в Якшур-Бодьинском районе Удмуртской Республики Российской Федерации. Входит в состав Старозятцинского сельского поселения.

## География
Деревня находится в центральной части республики, на северо-западе Якшур-Бодьинского района, в зоне хвойно-широколиственных лесов. Ближайший крупный населённый пункт, село Старые Зятцы, расположено в 3,5 км. Расстояние до Якшур-Бодьи — 39 км. Рядом с выселком протекает река Ушнетка.

### Климат
Климат характеризуется как умеренно континентальный, с продолжительной холодной многоснежной зимой и относительно коротким тёплым летом. Среднегодовая многолетняя температура воздуха составляет 2,4 °С Средняя температура воздуха самого тёплого месяца (июля) — 18 °C (абсолютный максимум — 36,6 °C); самого холодного (января) — −15 °C (абсолютный минимум — −47,5 °C). Среднегодовое количество атмосферных осадков составляет 532 мм, из которых большая часть выпадает в тёплый период.

## История
В конце XIX века выселок относился к Узинской волости Малмыжского уезда Вятской губернии. В 1893 году в Каравайском выселке имелось 13 дворов и проживало 75 человек.
Входила в состав Старозятцинского сельского поселения, упраздненного Законом Удмуртской Республики от 11.05.2021 № 43-РЗ к 25 мая 2021 года.

## Население
| 2010 | 2012 |
| ---- | ---- |
| 55   | ↗60  |

### Национальный состав
Согласно результатам переписи 2002 года, в национальной структуре населения удмурты составляли 73 %, русские 27 % из 64чел.

## Инфраструктура
Личное подсобное хозяйство. 

## Транспорт
Деревня доступна автотранспортом.  